# Concordat tourquennois de 1294
Le Concordat tourquennois de 1294 est le nom donné à l'ensemble des libertés communales concédées aux habitants de la ville de Tourcoing par le chevalier Guillaume de Mortagne. Cet accord a été appliqué de 1294 à 1789 : il a été le repère juridique et économique de la ville pendant près de cinq cents ans.

## Les libertés communales dans les Flandres
Dès le haut Moyen Âge, la Flandre, dont fait partie Tourcoing, s'est révélée une terre riche et fertile. L'agriculture tout comme l'industrie naissante, notamment la draperie et ses manufactures, se sont développées, et ont favorisé l'apparition d'une bourgeoisie influente, maîtresse de l'économie. Ces nouvelles élites demandèrent rapidement plus de liberté face à une féodalité écrasante: ils se constituèrent en corporations, puis exigèrent de leurs seigneurs une amélioration de statut social et la création de municipalités. Les changements qui en résultèrent amenèrent un nouvel essor économique et culturel en Flandre. Ces libertés eurent même des répercussions dans l'architecture: c'est à partir de cette époque que commencent la construction des beffrois, symboles des libertés communales. Ces édifices municipaux servaient souvent de salle des échevins et tour de guet pour prévenir une attaque : elles faisaient souvent face au château seigneurial (si château il y avait).
Cela permet de comprendre entre autres que le servage n'existait pas à Tourcoing, village alors typique des Flandres, et que les habitants ne voyaient pas d'un bon œil un seigneur un peu trop autoritaire ou non-respectueux des usages.
Or, en 1294, Alix de Guisnes, Dame de Tourcoing, en proie à des soucis financiers, vendit sa seigneurie à Guillaume de Mortagne, chevalier originaire du Tournaisis. Il semble que le nouveau venu ait voulu mettre les choses au clair à propos des droits et devoirs de chacun, car il pressentit que ces désaccords risquaient d'aboutir à une révolte ouverte. Guillaume prit donc les choses en main et rédigea un corpus de lois et de règlements quotidiens en langue romane, plus précisément en patois picard : en effet, Tourcoing, de même que toute la châtellenie de Lille, parlait français et non pas flamand (pour plus de précisions, voir Flandre gallicante).

## Le texte du Concordat de 1294
En voici la traduction complète en langue moderne:
"Nous, Guillaume de Mortagne, chevalier, seigneur de Dossemer et de Tourcoing, faisons savoir à tous quels qu'ils soient, qu'ayant acquis par achat la terre de Tourcoing, et que voulant éviter les nombreux débats qui se sont maintes fois élevés entre les bonnes gens de Tourcoing et leurs anciens seigneurs au sujet de leurs droits respectifs ci-après énoncés. Nous avons voulu faire des informations afin d'en avoir la connaissance certaine. D'un commun accord et de notre bonne volonté à nous comme seigneur, et autant qu'il nous appartient d'ordinaire à nous et à nos hoirs, nous reconnaissons comme devant être maintenus, héréditairement et à perpétuité, par nous, par nos hoirs et par leurs représentants, les articles ci-après transcrits:
A SAVOIR :
Les bonnes gens de Tourcoing n'ont aucun droit de mutation à payer pour les rentes qu'ils nous doivent, ni impôts pour ce qu'ils vendent ou achètent en notre ville de Tourcoing, ni taxe sur les troupeaux ni décime, quelque vente qu'ils fassent, pourvu qu'ils ne vendent que des héritages détenus par nous. Dans le cas contraire, nous avons droit au dixième de tout ce qu'ils pourraient vendre. Ils peuvent aussi, s'ils le veulent, vendre sans dol ni tromperie jusqu'à un quartier de terre, dont nous ne retirons ni droit ni dixième, pourvu que cela se fasse sans nous tromper et de bonne foi. Sur les chemins qui longent leurs terres, ainsi que sur les fossés mitoyens ils peuvent, selon leur volonté, faire des plantations à la moitié desquelles nous avons droit, et les planteurs à l'autre.
Tous ceux et celles qui viendront s'installer à une de nos terres ou à un de nos manoirs en cette ville de Tourcoing, et ses dépendances, nous devront de ce fait pour chaque bonnier de terre et annuellement à nous et à nos hoirs, une razière de blé, un havot d'avoine et neuf sous parisis, plus ou moins selon leur redevance.
A SAVOIR :
Impôts : au jour de la Saint-Rémi, un havot de blé et neuf sous parisis; au jour de Noël, un havot de blé ; au jour de Pâques, un havot de blé. Quant à ceux qui doivent chapons et poules, ils les doivent payer avec leur rente de la Saint-Rémi.
IL EST ENCORE A SAVOIR :
Que le troisième mercredi avant le jour de la Saint-Rémi, notre échevin de Tourcoing et notre sergent doivent aller au marché de Lille pour y examiner de bonne foi les trois charretées de meilleur blé, qui sera vendu ce jour-là dans tout le marché. Ils établiront ensuite, d'après la moyenne de ces charretées la valeur de nos razières de blé, lesquelles devront nous être payées argent comptant ou en blé, si tel est notre plaisir, suivant la mesure qu'ils ont coutume de payer.
De plus, entre le troisième mercredi et le jour de la Saint-Rémi, notre sergent doit faire connaître, à la messe du dimanche en l'église de Tourcoing, la valeur du blé et l'endroit désigné pour le recevoir.
C'est en ce spécialement déterminé que devra se faire, pendant six années de suite, la recette du terme d'impôt de la Saint-Rémi, le jour même de Saint-Rémi, et les deux jours suivants jusqu'à deux florins, de bonne foi et les trois jours durant. Enfin, il sera de même pour chacun des trois autres termes d'impôts, ou la recette devra se faire, comme il est dit plus haut, pour le terme de la Saint-Rémi.
Il est aussi à savoir que si tel ou telle manque à payer son impôt à l'un des termes indiqués, il fait serment envers nous pour chaque terme de retard de le payer par fraction de trois sous parisis lors des trois premiers termes, et s'il en devait le double de le payer dès qu'il aurait de quoi faire.
De son côté, notre sergent s'engage également à maintenir fermement et pour toujours, d'année en année, ainsi qu'il est spécifié plus haut, les anciens droits que les Tourquennois disent avoir et que nous voulons bien leur maintenir et octroyer en demeurant bien d'accord sur l'usage de nos droits respectifs, et que par leur consentement bon ordre y soit mis.
Ainsi rappelé pour notre part et pour la leur. En foi de tout ce qui est ci-devant dit, nous avons mis notre propre sceau aux présentes lettres qui furent faites et délivrées le lendemain du jour de Noël, en l'an de grâce mil deux cent quatre-vingt et quatorze."

## Conséquences
Il s'agit donc d'une véritable charte municipale, avec les droits et devoirs de chacun, qui est créée par Guillaume de Mortagne. Tous les seigneurs de Tourcoing successifs respectèrent ces libertés communales, qui furent plus tard complétées par l'obtention d'un sceau de draperie en 1360 (accordé par Jean II le Bon) et la création d'une Franche Foire en 1491 (octroi de Maximilien d'Autriche.
On peut en conclure que l'autorité du seigneur a des limites (d'autant plus qu'il n'est que rarement présent à Tourcoing): en outre, ce concordat, réglant divers points juridiques pratiques, servira de coutume aux villageois, qui n'utiliseront la coutume de Lille que pour les litiges non prévus par l'acte de Guillaume de Mortagne.